# Paraje Minuano
Paraje Minuano est une ville de l'Uruguay située dans le département de Colonia. Sa population est de 151 habitants.

## Infrastructure
Paraje Minuano est située au sud de la route 1.

## Population
| Année | Population |
| ----- | ---------- |
| 1963  | 110        |
| 1975  | 139        |
| 1985  | 67         |
| 1996  | 159        |
| 2004  | 151        |

Référence,: